# Svatý Donát Zadarský
Svatý Donát (chorvatsky Sveti Donat, italsky Donato di Zara, druhá polovina 8. století, Zadar – první polovina 9. století) byl dalmatský světec. Přibližně v letech 801 – 806 byl biskupem v Zadaru jako Donát III. a diplomat za dalmatský městský stát Zadar (italsky Zara). Jeho svátek připadá na 25. únor.

## Život a činnost

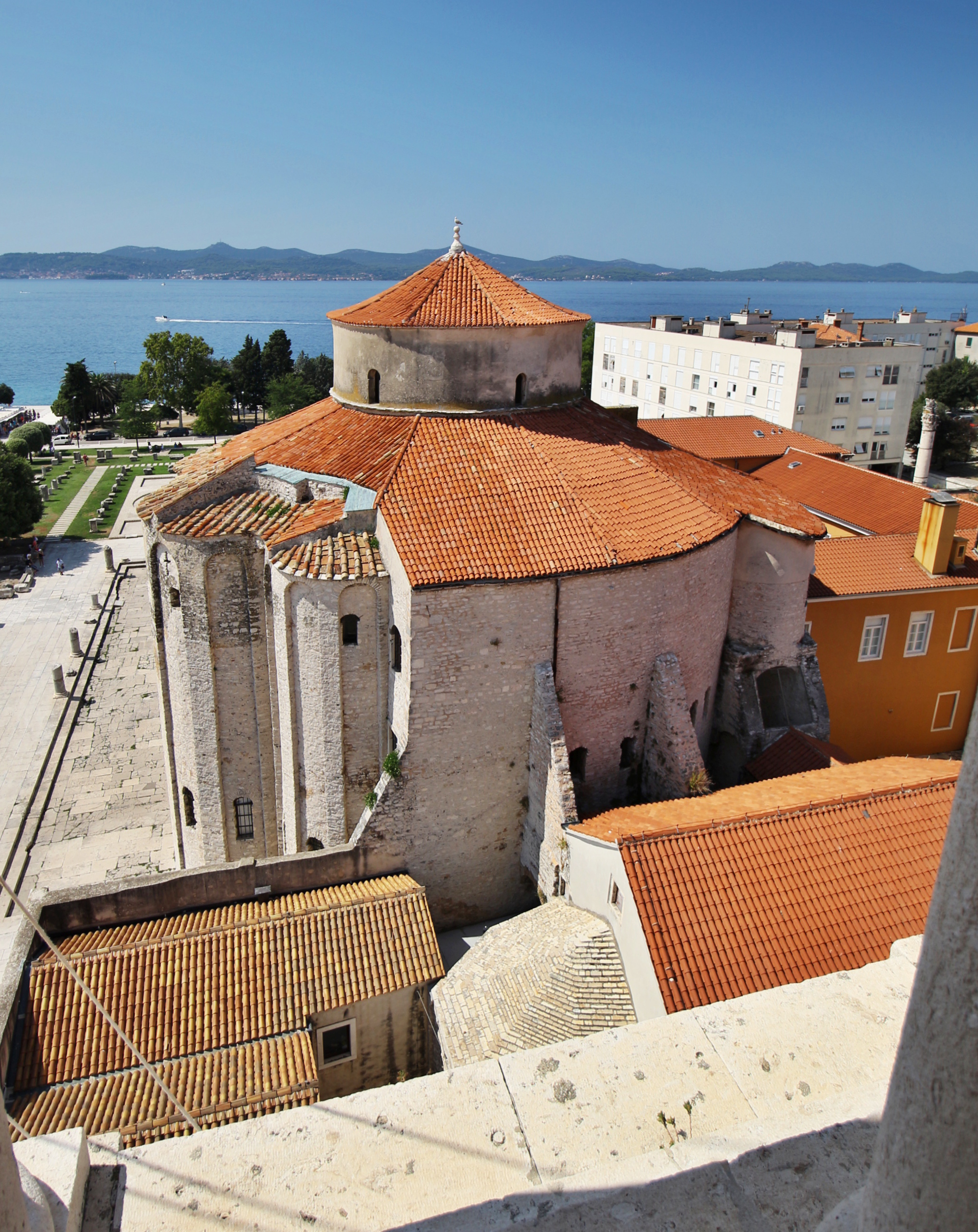
kostel svatého Donáta v Zadaru

Donát je zmiňován ve franských análech jako vyslanec dalmatských měst z roku 805 ke Karlovi Velikému v Thionville. 
Donátovi je připisováno založení nebo možná rozšíření zadarského kostela Nejsvětější Trojice v místě rozvalin někdejšího římského fóra. Kostel byl dokončen na počátku 9., respektive v 15. století. Jeho zasvěcení bylo později v době benátské nadvlády změněno na kostel svatého Donáta.
Podle tradice měl sv. Donát z Konstantinopole, kde pobýval s benátským vévodou Beátem do Zadaru přinést relikvie sirmiánské mučednice svaté Anastázie. Převoz relikvií si vyžádal císař Karel Veliký, aby podpořil vyjednání hranic mezi Byzantskou říší a charvátským územím, která spadala pod správu Karlovy Franské říše.

## Závěr života
Donát zemřel kolem roku 811 a byl pochován ve biskupském kostele Nejsvětější Trojice (dnešním kostele svatého Donáta). Po roce 1809, v době francouzské okupace Zadaru, byly jeho ostatky přeneseny do sousední katedrála svaté Anastázie, kde se nacházejí dodnes.